# Лаас, Эрнст
Э́рнст Лаа́с (нем. Ernst Laas) (1837—1885) — немецкий философ и педагог. С 1872 года профессор в Страсбурге, представитель позитивизма, понимаемого им в смысле английского эмпиризма; свою теорию познания называет коррелативизмом: субъект и объект понятия соотносительные; возникают и существуют необходимо вместе.
Основные работы: «Кантовы „аналогии опыта“» (нем. Kant’s Analogieen der Erfahrung; 1876), «Идеализм и позитивизм» (нем. Idealismus und Positivismus; 1879—1884), «Изучение немецкого языка и литературы в высших учебных заведениях» (нем. Der deutsche Unterricht auf höheren Lehranstalten; 2-е издание 1886) и др.